# Flori Mumajesi
Flori Mumajesi (* 23. August 1982 in Tirana), Künstlername: Flori, bürgerlicher Name: Florian Mumajesi, ist ein albanischer Sänger, DJ und Musikproduzent.

## Karriere
Flori Mumajesi wurde erstmals einem breiten Publikum beim Musikwettbewerb Kënga Magjike bekannt. Während seine Erfolge 2002, 2004, 2005 und 2007 eher bescheiden blieben, konnte er 2009 mit dem Song Play Back einen guten dritten Platz erreichen. Im nächsten repräsentierte er mit diesem Song seine Heimat Albanien bei den Balkan Music Awards.
2011 erschien Detaj („Detail“), sein bisher einziges Album. Im gleichen Jahr nahm er mit dem Song Tallava beim Top Fest 8 teil. Das Lied ist dem Dance einzuordnen, enthält aber wie viele albanische Songs Elemente aus der Volksmusik, bei Tallava im Speziellen aus der Roma-Musik.
Ende Mai 2011 erschien Tequila Vava, eine Zusammenarbeit mit dem kosovarischen Sänger Albatrit Muçiqi. Der Dance-Song ist nach Tallava (April 2011) das zweite Lied von Mumajesi mit Roma-Musik-Elementen. Beide Songs sind sehr erfolgreich. Auf dem Videoportal YouTube wurde Tequila Vava in nur drei Wochen über 600.000 mal aufgerufen.
2018 gewann Flori die Austragung von Kënga Magjike.

## Diskografie

### Alben
| Jahr | Titel |
| ---- | ----- |
| 2011 | Detaj |

### Singles
| Jahr | Titel                                                         |
| ---- | ------------------------------------------------------------- |
| 2007 | Fluturimi 3470 (feat. Sonila Malaj) Detaj                     |
| 2009 | Play Back Detaj                                               |
| 2010 | Crazy Girl (feat. 2po2) Detaj                                 |
| 2011 | Tallava Detaj                                                 |
| 2011 | Ne Se Pravi (feat. Stefani) (bulgarische Version von Tallava) |
| 2011 | Tequila Vava (feat. Albatrit Muçiqi) Detaj                    |
| 2012 | S'të Mbaj Inat (feat. Labi)                                   |
| 2012 | Gjithë Jetën (feat. 2po2)                                     |
| 2012 | Me Zemër                                                      |
| 2013 | Pa Jetë                                                       |
| 2013 | Jo Vetëm Fjalë (feat. Gena)                                   |
| 2013 | Lule Lule (feat. Kaos)                                        |
| 2016 | Beautiful (feat. Ledri Vula)                                  |

### Weitere Veröffentlichungen
- 2015: Kuq e zi (mit Elvana Gjata)
- 2015: Nallane (mit DJ Vicky)
- 2016: Nuk Ma La (mit Ledri Vula)
- 2016: Tu Luta (mit Shkurte Gashi)
- 2016: Gone Girl (mit 2po2)
- 2017: Gjithmonë (mit Luar & Gon Haziri)
- 2017: Nallane (mit DJ Vicky & Arilena Ara)
- 2017: Karma (mit Bruno, DJ Vicky & Klajdi)
- 2017: Si Dikur (mit Shkurte Gashi)
- 2018: Dashni me raki (mit Ghetto Geasy)
- 2018: Nallane 2
- 2019: Cun Tirone
- 2019: Thjesht Te Du
- 2021: Magdalena (mit Tayna & Cricket)
- 2022: Anash (mit Anxhelina)